# Kijō

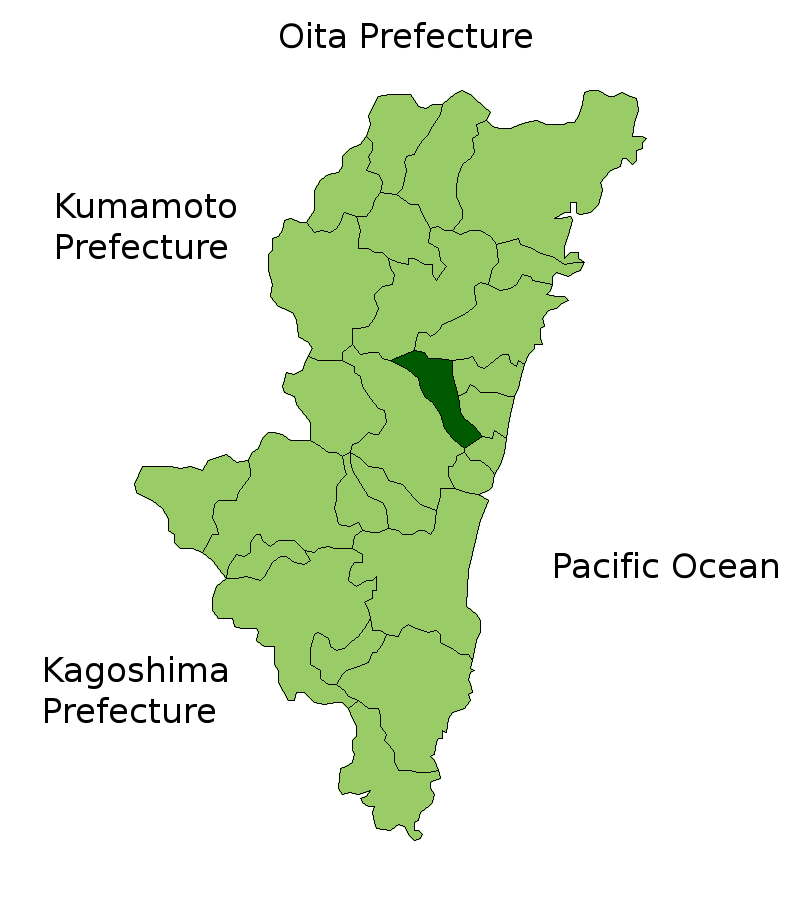
Kijō dans la préfecture de Miyazaki.

Kijō (木城町, Kijō-chō) est un bourg du district de Koyu (préfecture de Miyazaki), au Japon.

## Géographie

### Démographie
Le 1er décembre 2007, Kijō comptait 5 406 habitants répartis sur une superficie de 146,02 km2 (densité de population de 37 hab./km2).